# Djevičanski zalistak
Himen (djevičnjak) je dio vanjskih spolnih organa žene. Nalazi se izvan same rodnice. Predstavlja tanki sloj tkiva koji prekriva otvor vagine. Veličina i otvor rodnice se značajno razlikuju od žene do žene. Ostatci himena su obično prisutni dok žena ne rodi prvo dijete vaginalnim putem.

## Vanjske poveznice
- Hrvatska medicinska enciklopedija